# Врсте норми
Друштво ствара различите врсте норми ради остварења различитих циљева.
У почетку развоја друштва све норме су имале иста обележја. С развојем друштва норме почињу да се разликују. Оне се разликују по садржини, форми, по облику, извору и начину постанка.
Друштвене норме су веома многобројне и разноврсне и уколико се друштво развија оне ће бити још разноврсније:
1. Стваралац норми - Норме се стварају у свим облицима друштва. Ту се стварају две врсте норми:
једне ствара друштво у целини, а друге поједине друштвене заједнице.
2. Начин стварања норми - спонтано, стихијско стварање и свесно стварање норми.
Стихијско стварање норми је карактеристично за неорганизоване или мање организоване заједнице.
Док, најбољи пример за савесно стварање норми је стварање од стране државе.
Спонтано се најчешће стварају обичајне норме.
3. На основу форме на писане и неписане. Писане су карактеристичне за правне прописе (законе, уставе, правилнике...), а неписане за моралне и обичајне норме.

## Врсте правних норми
Као саставни део друштвених норми са развитком правне државе појављују се правне норме. Она је најбитнији елемент права.
Правне норме се још могу се поделити: 
а) Императивне и диспозитивне - Императивне су оне које се морају поштовати и примењивати онако како је то одређено у њеном тексту, а диспозитивне овлашћују субјекта чије понашање непосредно или посредно регулисано уместо диспозиције коју оне садрже сам донесе другу диспозицију и да се по њој понаша.
б) Условне и безусловне - Условне су оне норме које се доносе за случајеве који треба тек да настану док безусловне за оне који су већ наступили.
B) Опште и појединачне - Опште су оне које се односе на неодређен број случајева и оне се не исцрпљују једном применом, а појединачне вазе за тачно одређени случај. По правилу оне именују тачно одређено лице.